# Demonstráció (Metal Hammer)
A Demonstráció a Metal Hammer magazin 1994 és 1996 között kiadott válogatásalbum-sorozata, melyen a hard rocktól a heavy metalon át a hardcore-ig terjedő zenei stílusirányzatok, többségében nagylemezzel még nem rendelkező, hazai előadói mutatkozhattak be nagyobb közönség előtt. A válogatás címét a magazin hasonló című rovatáról kapta, ahol kezdő zenekarok anyagait ismertetik hónapról hónapra. A válogatásokon szereplő együttesek közül többen lemezszerződéshez jutottak vagy szerzői kiadásban adták ki albumaikat a rá következő években.

## Demonstráció I.
A válogatás sorozat első része 1994-ben jelent meg 12+1 felvétellel. A tizenkét amatőr zenekar mellett az akkor feloszlott Ossian együttes énekesének új csapata a Wellington került fel az albumra meglepetés bónuszként. Ez a dal volt a Wellington első hivatalosan kiadott stúdiófelvétele.
1. Trident – "Megöl a hideg"
2. Necropsia – "Transcendental Express"
3. Hot Shot – "Cool My Heart"
4. Remorse – "Új arc"
5. Jericho – "Irigység"
6. Unicum States – "Jégvilág"
7. Nyers – "Horrornéger"
8. Trans Express – "A hosszú út"
9. Warpigs – "Let Me Be"
10. Leukémia – "Labirintus"
11. Macbeth – "Nagy mutatvány"
12. Subject – "Wild Horses from the Clouds"
13. Wellington – "Soha nem halsz meg"

A válogatás sikerét mutatja, hogy a rajta szereplő zenekarok közül, az ismert zenészekből álló Wellington mellett további öt együttes jelentette meg az első nagylemezét a következő egy évben: 
- A döntő lépés (Wellington)
- Különleges állapotok (Unicum States)
- Mélység (Necropsia)
- Elmúltak a buta zenék (Nyers)
- Wild Horses from the Clouds (Subject)
- Üzenetek a törésvonalról  (Leukémia)

## Demonstráció II.
Az első válogatáshoz hasonlóan az 1995-ben kiadott második rész számlistája is 12+1 dalt tartalmaz. A Demonstráció II. bónusza a Southern Special zenekar "Fogom a fejem" dala, mely a következő évi nagylemezük címadója is volt egyben.
1. Replika – "Nem érdekel"
2. Mood – "Stardrifter"
3. Facer – "Félelem"
4. Baby Bone – "Ablak a semmibe"
5. Gőzerő – "Társas magány"
6. Petrol – "Neked jár"
7. Womb – "Fejszével vágom le"
8. Strong Deformity – "Vírus"
9. Unfit Ass. – "Turn"
10. Hearty Laugh – "In My Empty Room"
11. Crazy Gránát – "Memento"
12. Tér-Idő – "Síneken"
13. Southern Special – "Fogom a fejem"

A válogatáson szereplő zenekarok közül hatan adták ki bemutatkozó lemezüket a következő egy évben:
- Ablak a semmibe (Baby Bone)
- Nem leszek áldozat (Replika)
- Vol. 1. (Mood)
- A fájdalom hatalma (Strong Deformity)
- Pulse (Unfit Ass.)
- Lánc-lánc eszterlánc (Gőzerő)

## Demonstráció III.
Az előző évi válogatás albumon még újonnan alakult zenekarként szerepelt a Strong Deformity, az 1997-es harmadik kiadványon viszont már ők adták a bónusz felvételt az első önálló albumuk "Ki éli túl?" dalának angol nyelvű remix változatával.
1. Ektomorf – "Engedélyezett gyilkosság"
2. Junkies – "Ennyi kell"
3. Cadáveres De Tortugas – "Foreign Life Forms"
4. Árnyak – "Jég"
5. Psycho – "Összetörte a szívem (én meg összetörtem az arcát)"
6. Falanx – "Az idegen"
7. Dawncore – "Between the Wheels"
8. Carbon Cage – "Metamorfózis"
9. Arrival – "Százezer év magány"
10. Snakeheart – "Tudjon élni"
11. Eclipse – "Crimson Wind"
12. A Kert – "St.Clement harangja"
13. Strong Deformity – "Who Will Survive? (remix)"

A válogatás összeállításának idején több zenekar is már elkészült, vagy éppen dolgozott bemutatkozó albumán. Ezek:
- Menedék (Árnyak)
- Hangok (Ektomorf)
- Our Way (Cadáveres De Tortugas)
- Soft Orange (Eclipse)